# Indirekte Rede
Die indirekte Rede ist ein Mittel zur distanzierten, berichtenden Wiedergabe von Äußerungen. Die Wiedergabe der Äußerung kann wortgenau oder verkürzt sein oder einzelne Teile in anderer Reihenfolge als im Original wiedergeben. Die indirekte Rede steht nicht wie die direkte Rede in Anführungszeichen, sondern in einem Nebensatz mit dem einleitenden Subjunktor „dass“ oder in einem Hauptsatz im Konjunktiv I oder II.
Neben der indirekten Rede gibt es die direkte Rede und die erlebte Rede.

## Im Deutschen

### Vergleich direkte und indirekte Rede
Im Deutschen unterscheiden sich direkte und indirekte Rede wie folgt in sieben Punkten:
| direkte Rede                                                                  | Beispiel                                        | indirekte Rede                                                                          | Beispiel                                                                        |
| ----------------------------------------------------------------------------- | ----------------------------------------------- | --------------------------------------------------------------------------------------- | ------------------------------------------------------------------------------- |
| Anführungszeichen                                                             | Er sagte: „Sie hat kein Geld.“                  | keine Anführungszeichen                                                                 | Er sagte, sie habe kein Geld.                                                   |
| keine Konjunktion                                                             | Er sagte: „Sie hat kein Geld.“                  | auch keine Konjunktion oder Konjunktion dass                                            | Er sagte, sie habe kein Geld. Er sagte, dass sie kein Geld habe.                |
| Sprechpause (mündliche Sprache)                                               | Er sagte: (kurze Pause) „Sie hat kein Geld.“    | keine Sprechpause                                                                       | Er sagte, dass sie kein Geld habe.                                              |
| Indikativ bzw. Modus der ursprünglichen Äußerung                              | Er sagte: „Sie hat kein Geld.“                  | Konjunktiv (siehe auch unten: Modi)                                                     | Er sagte, dass sie kein Geld habe.                                              |
|                                                                               | Er sagte: „Ich kann dir kein Geld mehr leihen.“ | Umwandlung aller Pronomen auf die 3. Person bzw. Umstellung auf die Origo des Erzählers | Er sagte, er könne mir/dir/ihm/ihr (je nach Perspektive) kein Geld mehr leihen. |
| Matrixsatz für Zitat nötig (mit Zitatverb wie sagen, meinen, antworten, usw.) | Er sagte: „Ich kann dir kein Geld mehr leihen.“ | Matrixsatz kann wegfallen, wenn Sprecher bekannt                                        | Er könne mir kein Geld mehr leihen.                                             |
| Frage- oder Ausrufezeichen                                                    | Er fragte: „Kannst Du mir Geld leihen?“         | keine Frage- oder Ausrufezeichen                                                        | Er fragte, ob ich ihm Geld leihen könne (hier: indirekte Frage).                |

### Modus
Die indirekte Rede kann im Indikativ oder im Konjunktiv ausgedrückt werden. Ein indikativischer Nebensatz mit dem Subjunktor „dass“ wird benutzt, wenn der Verbindlichkeitsanspruch der Originaläußerung übernommen wird. Wenn der Sprecher offenlassen möchte, wie verbindlich die wiedergegebene Aussage ist, wird der Konjunktiv I gewählt. Oft ist der Konjunktiv I jedoch mit der Indikativform identisch, wodurch diese Relativierung nicht erkennbar würde. In diesen Fällen wird ersatzweise der Konjunktiv II benutzt.
Auch wenn der Sprecher gegenüber der wiedergegebenen Aussage Zweifel hat oder sie für unzutreffend hält, kann der Konjunktiv II benutzt werden. Allerdings ist diese Regel umstritten. Untersuchungen zeigen, dass sie zumindest heutzutage im Sprachgebrauch von Zeitungen nicht angewendet und von Lesern ein Distanzierungsunterschied zwischen Konjunktiv I und II in indirekter Rede auch nicht empfunden wird. Eine Distanzierung vom Inhalt wird in der Praxis nur durch den Kontext klar.
Wird die Wiedergabe der Äußerung einer dritten Person von der Präposition bzw. Postposition gemäß, zufolge oder nach begleitet oder durch die Präposition laut eingeleitet, so steht das Verb einer indirekten Rede – der Duden-Redaktion zufolge – in der Regel im Indikativ.
Wenn ein Satz eine Passage mit indirekter Redewiedergabe aus mehreren (durch Punkte) getrennten Sätzen einleitet, steht in dieser Redewiedergabe durchgängig Konjunktiv. Hierbei zeigt sich dann als Besonderheit des deutschen Konjunktivs, dass er in formal selbständigen Sätzen auftreten kann.

### Tempus
Das Tempus in der indirekten Rede bezieht sich auf den Zeitpunkt der Aussage. Es steht also im Präsens, auch wenn die Situation in der Vergangenheit war:
- Als ich sie das letzte Mal sah, sagte sie mir, sie sei schwanger, und sie war auch tatsächlich schwanger. Jetzt ist sie stolze Mutter einer Tochter.
- Er sagte mir, er habe all sein Geld verloren und könne mir deshalb nichts geben.
- Er erzählte mir, er werde nach Amerika auswandern, aber jetzt ist er wieder zurück in Europa.

### Weitere Beispiele zum Modusgebrauch in der indirekten Rede im Deutschen
- „Ich bin aus Berlin gekommen.“ → Er sagte, er sei aus Berlin gekommen. (Zum Zeitpunkt der originalen Rede war er schon da.)
- „Ich werde aus Berlin kommen.“ → Er sagte, er werde aus Berlin kommen. Umgangssprachlich: Er sagte, er würde aus Berlin kommen. (Zum Zeitpunkt der originalen Rede lag die Ankunft in der Zukunft.)

- „Ich werde mitkommen.“ → Du sagtest doch, du werdest mitkommen. oder: Du sagtest doch, du kämest mit. (Anstelle des Futurs) Umgangssprachlich: Du sagtest doch, dass du mitkommen würdest.
- „Ich bin mitgenommen worden.“ → Du sagtest, du seiest mitgenommen worden. (Passiv)

Bei der direkten Rede wird die Aussage dagegen ohne Modusänderung wiedergegeben.
- Sie sagt: „Ich komme morgen aus Berlin.“

Eine Modusänderung in einem „dass“-Satz ist nicht zwingend.
- „Der Wimbledon-Finalist behauptete: Der Stuhlschiedsrichter hat mich betrogen“. → „Der Wimbledon-Finalist behauptete, dass ihn der Stuhlschiedsrichter betrogen habe/hat.“[4]

Oft wird in der Umgangssprache bei der indirekten Rede anstelle des Konjunktivs auch der Indikativ verwendet, z. B.
- Er sagte, er stamme aus Berlin. (mit Konjunktiv)
- Er sagte, er stammt aus Berlin. (mit Indikativ; umgangssprachlich)

## Indirekte Rede in anderen Sprachen
Da das Deutsche den Konjunktiv vor allem zur Kennzeichnung der indirekten Rede verwendet, unterliegen viele Deutschsprachige dem Trugschluss, dass dieser Modus auch in anderen Sprachen die gleiche Funktion habe. Das ist aber nicht so. In anderen europäischen Sprachen wie Englisch, Spanisch, Französisch oder Dänisch wird nicht der Modus, sondern das Tempus des Zitatsatzes verändert. Dagegen gilt auch hier die Regel der Anpassung der Pronomen.
- He told me that he had lost all his money and could not give me anything.

Im Litauischen wird indirekte Rede mit infiniten Verbformen (z. B. Partizipien) ausgedrückt (siehe Modus relativus).
Im Lateinischen wird die indirekte Rede durch den Accusativus cum infinitivo (AcI) ausgedrückt. Alle Fragen, Imperative und Nebensätze werden in den Konjunktiv gesetzt.
In vielen anderen Sprachen ist der Unterschied zwischen direkter und indirekter Rede kaum stilistisch fassbar und weniger streng. So steht es dem Sprecher im Japanischen frei, Pronomen oder Modus zu ändern.
Für Pronomen, die innerhalb der indirekten Rede deren Sprecher bezeichnen, existieren in manchen Sprachen spezielle Formen, sogenannte logophorische Pronomen (wogegen im Deutschen ein solcher Sprecher einfach durch das Personalpronomen in der dritten Person bezeichnet wird: „Er sagte, dass niemand ihn gesehen habe“).